# Річківська сільська рада (Жовківський район)
| Річківська сільська рада — орган місцевого самоврядування у Жовківському районі Львівської області з адміністративним центром у с. Річки. Історична дата утворення: в 1939 році. Водоймища на території, підпорядкованій даній раді: річки Чорна, Рата. Сільській раді підпорядковані населені пункти: - с. Річки - с. Рата - с. Шабельня |

## Склад ради
Рада складається з 16 депутатів та голови.

### Керівний склад ради
| ПІБ                          | Основні відомості                                                             | Дата обрання | Дата звільнення |
| ---------------------------- | ----------------------------------------------------------------------------- | ------------ | --------------- |
| Теглівець Ярослав Михайлович | Сільський голова, 1957 року народження, освіта, безпартійний                  | 26.03.2006   | 31.10.2010      |
| Теглівець Ярослав Михайлович | Сільський голова, 1957 року народження, освіта середня загальна, безпартійний | 31.10.2010   | 09.03.2013      |
| Зінько Роман Володимирович   | Сільський голова, 1971 року народження, освіта вища                           | 25.05.2014   |                 |

Примітка: таблиця складена за даними джерела